# Heidevolk

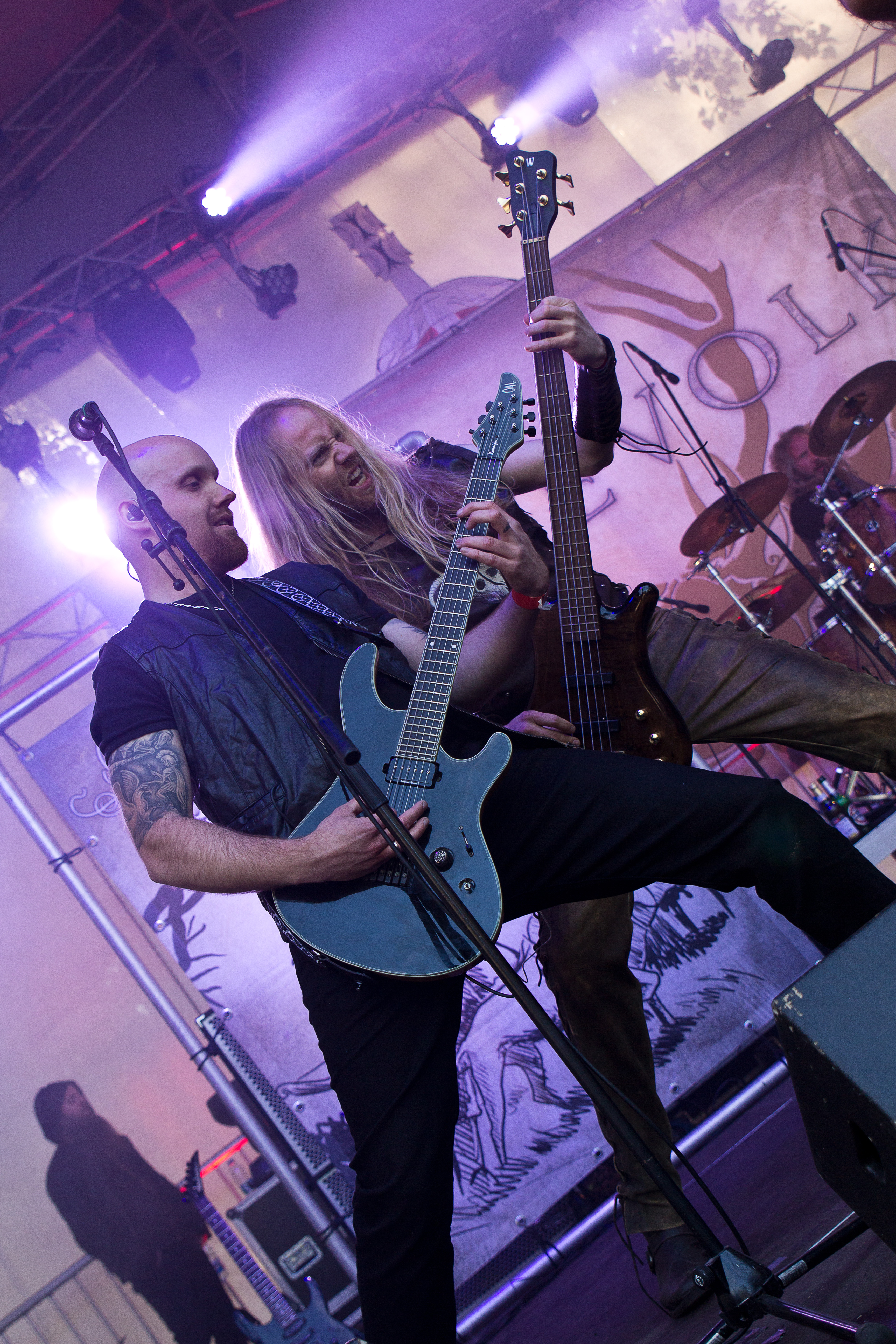
Rowan Roodbaert (rechts) beim Wave-Gotik-Treffen 2016.

Heidevolk ist eine niederländische Metal-Band, die sich vor allem durch ihren klaren, zweistimmigen Männergesang auszeichnet. Die Band wurde 2002 gegründet und wird dem Pagan- und Folk Metal zugeordnet.

## Bandgeschichte
Nachdem die Band 2002 gegründet worden war, nahm sie ihr erstes Demo-Tape Het Gelders Volkslied auf. Es folgte 2005 das Debütalbum De Strijdlust Is Geboren unter Napalm Records.
Im Jahre 2007 war Heidevolk mit der deutschen Pagan-Metal-Band Gernotshagen zusammen auf der Through The Dark Forest Metal Tour 2007 unterwegs. Es folgte ein Jahr später das zweite Album Walhalla Wacht, aus dem bereits ein paar Monate zuvor die Single Wodan Heerst mit zwei weiteren Songs ausgekoppelt wurde. Zudem wurde das Album De Strijdlust Is Geboren gemeinsam mit Wodan Heerst unter Napalm Records wiederveröffentlicht.
Im Juni 2008 trennte sich die Band von der Violinistin Stefanie Speervrouw auf Grund von musikalischen Differenzen.
2010 veröffentlichte Heidevolk das dritte Album Uit Oude Grond, zu welchem auch erstmals ein Musikvideo zum Lied Nehalennia gedreht wurde. Zwischen September und Oktober 2010 spielte die Band gemeinsam mit Twilight of the Gods, Ensiferum, Equilibrium und Swashbuckle beim Heidenfest.
Für den März 2011 kündigte die Band an, an mehreren Extended Shows beim Paganfest aufzutreten.
Im Mai 2011 kündigte Sebas an, die Band zum Herbst zu verlassen.
2012 erschien das Konzeptalbum Batavi, das die römische Geschichte der Niederlande behandelt. Es wurde von Peter Tägtgren produziert.

## Stil

### Musik
Charakteristisch für die Musik von Heidevolk sind neben dem zweistimmigen Gesang die melodischen Gitarrenläufe und die gelegentlichen Einsätze von Flöte und Maultrommel.

### Texte
Ihre Liedtexte sind, abgesehen vom nur englischsprachigen Vinland und zweisprachigen A Wolf In My Heart (Een Wolf in mijn Hart), ausschließlich in niederländischer Sprache verfasst und behandeln die Geschichte, Kultur und Mythologie germanischer Stämme – etwa der Sachsen, Angelsachsen und Bataver. Besonderes Augenmerk liegt dabei auf der Religion unter Nennung der germanischen Götter. Die niederländische Provinz Gelderland findet aufgrund der Herkunft der Band besondere Berücksichtigung.

## Besetzung

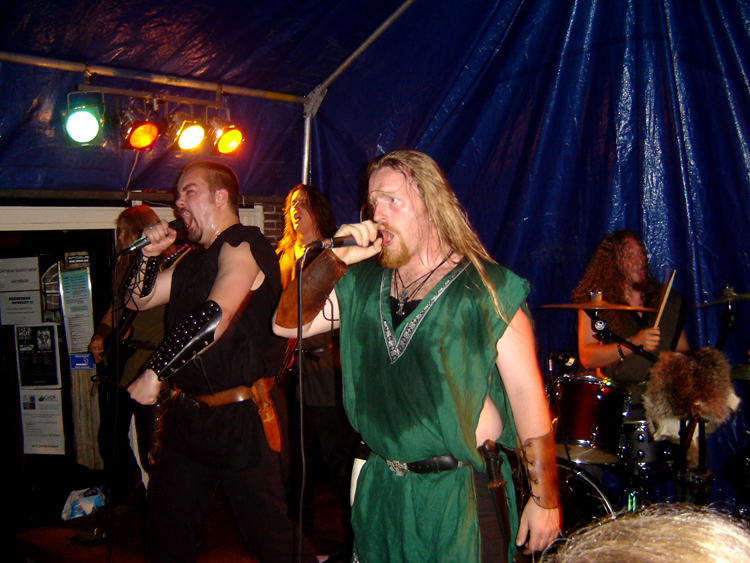
Heidevolk live beim Rockblock Festival 2005
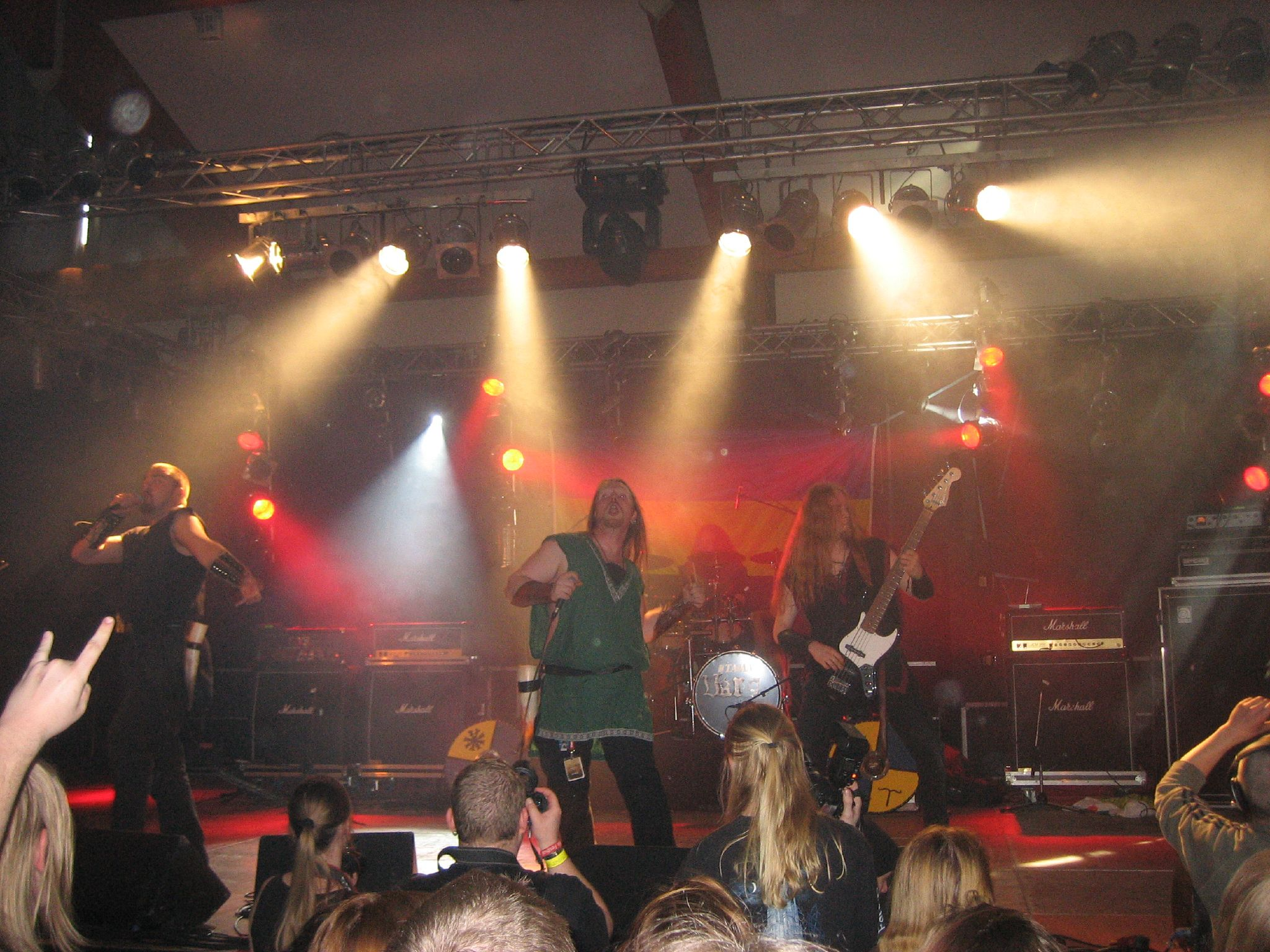
Heidevolk live auf dem Ragnarök-Festival 2007
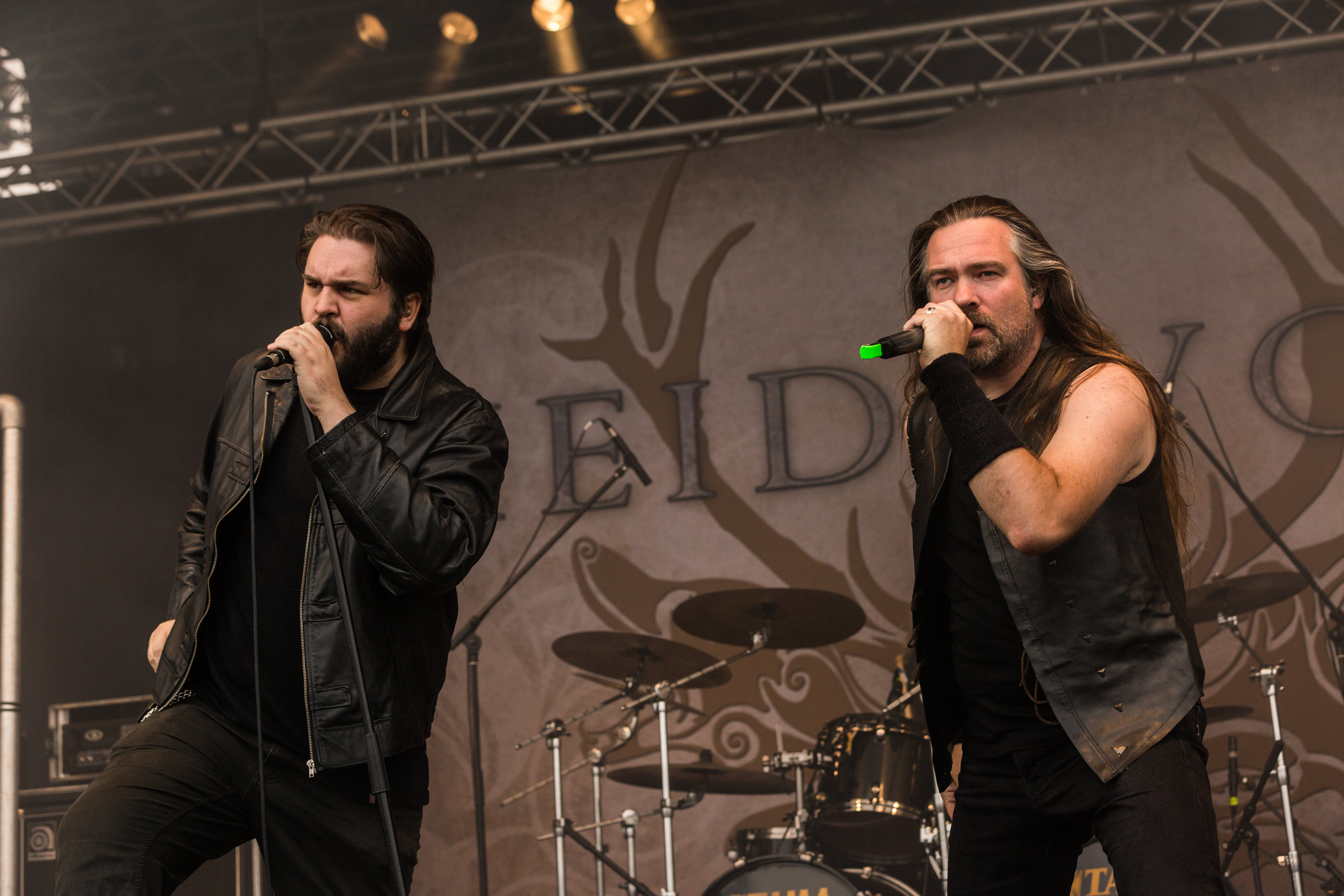
Lars Vogel und Jacco de Wijs beim Metal Frenzy Festival 2017

## Diskografie

### Studioalben
- 2005: De Strijdlust Is Geboren (CD; Eigenvertrieb) Re-Release 2008 über Napalm Records und Russland-Vertrieb durch Irond.
- 2008: Walhalla Wacht (CD/LP; Napalm Records) Erschien in 6 Versionen; LP-Veröffentlichung über Bloodred Horizon Records, 2009.
- 2010: Uit Oude Grond (CD/CDR/LP; Napalm Records) Erschien in 5 Versionen.
- 2012: Batavi (CD/CDR; Napalm Records) Brasilien-Vertrieb durch Mutilation Productions, Russland-Vertrieb durch Mazzar Records.
- 2015: Velua (CD; Napalm Records) Argentinien-Vertrieb durch Icarus Music.
- 2018: Vuur Van Verzet (CD/LP; Napalm Records)
- 2023: Wederkeer (CD/LP; Napalm Records)

### Singles & EPs
- 2004: Het Gelders Volkslied (CDR; EP/Demo, Eigenvertrieb)
- 2007: Wodan Heerst (CD; Single, Eigenvertrieb)

### Split-CDs
- 2009: Black Sails over Europe (mit Týr und Alestorm) (CD/CDR; Napalm Records)

## Musikvideos
- 2010: Nehalennia
- 2012: Als De Dood Weer Naar Ons Lacht (Regie/Produktion: Awik Balaian)
- 2015: Winter Woede (Regie/Produktion: Kevin Theodoor Kok)
- 2015: Urth (Regie/Produktion: Kevin Theodoor Kok)
- 2017: Ontwaakt (Regie/Produktion: Awik Balaian)
- 2019: Een Wolf in Mijn Hart / A wolf in my heart (Regie/Produktion: Awik Balaian, Maurice Swinkels)
- 2022: Klauwen Vooruit (Regie/Produktion: Maurice Swinkels / YouniqueFilm)
- 2022: Drink met de Goden (Walhalla) (Regie/Produktion: Jaap Hogendoorn)